# Tyranny (Computerspiel)
Tyranny ist ein Computer-Rollenspiel des amerikanischen Spieleentwicklers Obsidian Entertainment, das von dem schwedischen Publisher Paradox Interactive veröffentlicht wurde. Es kam am 10. November 2016 für Windows, macOS und Linux auf den Markt. Es entstand im Zuge des Erfolgs des spielerisch verwandten Titels Pillars of Eternity, der ebenfalls von Obsidian Entertainment entwickelt wurde und auf dessen technischem Grundgerüst das Spiel aufsetzt. Thematische Besonderheit der Handlung ist eine Spielwelt, in der das Böse bereits gewonnen hat, und der Spielercharakter im Dienste des siegreichen Herrschers Kyros steht. Als Ankläger, Richter und Henker in Personalunion soll er ihn bei der Eingliederung der zuletzt eroberten Gebiete unterstützen und schwelende Konflikte beenden, wobei der Spieler durch seine Handlungen die neu entstehende Ordnung mitbestimmt. Die gängige Gut-Böse-Erzählung des Genres wird im Spiel weitgehend aufgebrochen und mit variablen Lösungsmöglichkeiten je nach Spielerverhalten ein zusätzlicher Anreiz zum wiederholten Durchspielen gesetzt.

## Handlung
Die Spielwelt Terratus wird weitgehend beherrscht von dem gottgleichen Herrscher Kyros. Nach über 400 Jahren ist mit den Grenzlanden auch die letzte Region unter der Herrschaft des Tyrannen. Doch trotz andauernder Okkupation will sich selbst nach Jahren kein Frieden einstellen. Kyros ist darüber sehr erzürnt und befiehlt seinen beiden Heergruppen, der Legion der Geschmähten und dem Scharlachroten Orden, die letzten Aufständischen endlich niederzuwerfen. Um den Druck zu erhöhen, versiegelt er den Zugang zur Region magisch und droht damit, nach Verstreichen einer Frist von acht Tagen alle Eingeschlossenen zu töten, sollte nicht endlich Ruhe einkehren. Erschwert wird die Mission durch den Wettstreit der beiden Heerführer, den Archonen Graven Ashe und Nerats Stimmen, die um Kyros’ Gunst ringen und versuchen die Befriedung des Landstrichs für sich zu verbuchen. Die Spielfigur wiederum ist ein sogenannter Schicksalsbinder, der im Auftrag des Herrschers lokale Konflikte lösen und die Ordnung wiederherstellen soll. Er ist Ankläger, Richter und Henker in einer Person und trifft seine Entscheidungen nach eigenem Gutdünken. Damit nimmt er eine zunächst unabhängige Position zwischen den einzelnen Fraktionen ein. Je nach Entscheidung des Spielers variiert dabei der Verlauf der Handlung.

## Spielprinzip
Bevor das eigentliche Spiel beginnt, wird die Vorgeschichte der Eroberung per Bildschirmtext anhand einiger Schlüsselereignisse erzählt. Der Spieler kann dabei bestimmen, wie die entsprechenden Situationen verlaufen sind und welche Rolle der Schicksalsbinder darin gespielt hat. Dies hat Einfluss auf die späteren Schauplätze und das Verhältnis der Figuren zueinander. Für die Spielfigur wählt der Spieler zu Beginn einen Archetypen aus und legt Geschlecht sowie einige Aussehensmerkmale fest. Die Charakterentwicklung selbst findet jedoch während des Spiels statt, und zwar durch die Anwendung der entsprechenden Fähigkeiten oder Gegenstände. Dadurch verbessern sich die Fähigkeiten allmählich. Das Spiel wird aus einer isometrischen Perspektive wiedergegeben, in der der Spieler seine Heldenfigur per Point-and-Click navigiert. Zusätzlich zum Spielercharakter können bis zu drei weitere Charaktere zu einer Gruppe zusammengefasst werden, die der Spieler vollständig kontrolliert. Wie im Rollenspiel üblich, erledigt die Spielfigur diverse Aufträge und kämpft mit ihren Begleitern gegen unterschiedliche Gegner. Viele Entscheidungen werden in Dialogen getroffen und beeinflussen den Verlauf und Ausgang der Handlung wesentlich. Die Kämpfe finden in Echtzeit statt, können durch Druck auf die Pausentaste aber jederzeit unterbrochen werden, um ohne Zeitdruck Anweisungen geben zu können.

## Entwicklung
Tyranny wurde im März 2016 von Obsidian und Paradox Interactive angekündigt. Es war nach Pillars of Eternity die zweite Kooperation der beiden Unternehmen. Obsidian konnte mit Tyranny dabei ein Handlungskonzept verwirklichen, das in verschiedenen Variationen unter den Projektnamen Stormlands und North Carolina bereits seit 2006 immer wieder in Entwicklung war. Kerngedanke war dabei immer, den Spieler in eine Welt zu versetzen, in der das Böse bereits gesiegt hat und der Spieler nicht mehr für das klassisch Gute eintreten kann.
Erweiterungen:
- Tales from the Tiers (2017)
- Portrait Pack (2017)
- Bastard's Wound (2017)

## Rezeption
Tyranny wurde mehrheitlich wohlwollend bewertet (Metacritic: 80 %).

„Wer Entscheidungen mit Konsequenzen und Abenteuer à la Planescape Torment mag, wird von Tyranny sehr gut unterhalten.“

“Tyranny takes the old Infinity Engine RPG formula and makes it feel fresh, exciting, and more manageable.”

„Tyranny nimmt die alte Formel der Rollenspiele auf Basis der Infinity-Engine und sorgt für eine Gefühl von Frische, Aufregung und einfacherer Handhabung.“